# Чернещина (Решетиловский район)
Чернещина (укр. Чернещина) — село,
Решетиловский поселковый совет,
Решетиловский район,
Полтавская область,
Украина.
Код КОАТУУ — 5324255110. Население по переписи 2001 года составляло 0 человек.

## Географическое положение
Село Чернещина находится на расстоянии в 1 км от села Ганжи.
По селу протекает пересыхающий ручей с запрудой.